# Алпер Чочев
Алпер Беядинов Чочев е български актьор и комедиант, инфлуенсър, както и посланик на националното движение „Овация за отговорни млади шофьори” 

## Биография
Алпер Чочев е роден на 16 септември 1994 г. в град Севлиево. До 24-годишна възраст живее в родния си град, където завършва и средното си образование.  Продължава обучението си във Военния университет "Васил Левски" във Велико Търново, специалност „Национална сигурност”. 

## Кариера

### Театрална и актьорска кариера
Докато учи, Алпер Чочев участва в няколко театрални постановки. Най-голямото му участие е в пиесата "Вражалец", където играе главната роля. Тя му носи няколко награди.  През 2019 година участва с главна роля във филма „Страстите абитуриентски”. , , 

### Видео съдържание и социални мрежи
По време на обучението си във Велико Търново, Алпер открива страстта си към изкуството и започва да снима видеоклипове в социалните мрежи. Видеоклиповете му бързо набират популярност, достигайки стотици зрители. Първоначално работи като сервитьор, но след като събира 50,000 последователи във Facebook, решава да се премести в София. Там Чочев участва като гост в някои от най-големите YouTube канали в България и след това стартира свой собствен, който в рамките на година достига 100 000 абонати. Към лятото на 2024 г. има над 160 000 абонати.  След излъчването на серия в подкаст с гост певецът Emil TRF, двамата заедно решават да създадат трилогия от песни, наречена „Mashup“, в която се възпяват стари ретро поп-фолк хитове.  Песните добиват голяма популярност и постигат над 8 милиона гледания в платформата YouTube. 
Успешни предавания
1. РЕАГИРА НА СТАРИЯ – В този формат участват популярни личности, които гледат свои стари видеоклипове. Шоуто има информационен характер и включва забавен монтаж. Сред гостите са българските поп-фолк звезди Галена, Константин и Меди, футболистът Стилиян Петров, както и хип-хоп изпълнителят Криско. За предаването са създадени близо 150 епизода, включително и балкански сезон с гости като Миле Китич, Теа Тайрович, Слаткаристика, Стоя и МС Стоян. Всеки епизод е преведен на различни балкански езици. 
2. От слава към неизвестност – Това предаване се фокусира върху публични личности, които са били много успешни, но са се отказали от публичността и са поели в друга посока. Гости на предаването са били старите поп-фолк изпълнители Кати, Никсън, Магапаса, Пепа и други. 
Професионални постижения
След завършване на военното образование, Алпер се насочва към създаването на материали, с които да забавлява хората. През 2024 г. в различни социални мрежи има над 300 000 последователи и е стартирал няколко успешни предавания в YouTube, които събират милиони гледания.
Спорт и други занимания
Като малък Алпер Чочев активно се занимава със спорт – тренира футбол, волейбол и бокс. Страстта към спорта е насърчавана от баща му, който му разкрива колко е важно да си активен и дисциплиниран, като с това го предпазва от негативни влияния. Чочев е инициатор и участник в няколко благотворителни каузи. 

## Личен живот
Живее в София и има едно дете. , 